# 쩌우푸현
쩌우푸(베트남어: Huyện Châu Phú / 縣周富)은 베트남 메콩강 삼각주 안장성의 현이다.

## 행정 구역
쩌우푸현은 1개의 시진과 12개의 사를 관할하고 있다.

### 시진
- 까이자우 시진 (Thị trấn Cái Dầu, 丐油市鎭)

- 빈짜인 사 (Xã Bình Chánh, 平政社)
- 빈롱 사 (Xã Bình Long, 平隆社)
- 빈미 사 (Xã Bình Mỹ, 平美社)
- 빈푸 사 (Xã Bình Phú, 平富社)
- 빈투이 사 (Xã Bình Thủy, 平水社)
- 다오흐우까인 사 (Xã Đào Hữu Cảnh, 陶有景社)
- 카인호아 사 (Xã Khánh Hòa, 慶和社)
- 미득 사 (Xã Mỹ Đức, 美德社)
- 미푸 사 (Xã Mỹ Phú, 美富社)
- 롱비 사 (Xã Ô Long Vỹ, 烏龍尾社)
- 타인미떠이 사 (Xã Thạnh Mỹ Tây, 盛美西社)
- 빈타인쭝 사 (Xã Vĩnh Thạnh Trung, 永盛中社)